# Natasza Tardio
Natasza Tardio (Assendelft, 1 december 1969) is een Nederlandse auteur en journalist.

## Biografie
Tardio debuteerde in 2012 als Young Adult auteur met de jeugdthriller Moordvrienden, waarin twee tieners een peuter vermoorden en daarna een leraar en een aantal leerlingen op hun middelbare school doodschieten. De psychologische jeugdthriller sloeg aan bij jongeren, want in april 2014 won ze met Moordvrienden de Jonge Jury Debuutprijs 2014.
In april 2014 kwam haar tweede jeugdthriller Onzichtbaar uit. Het eerste exemplaar werd in ontvangst genomen door collega-auteur Mel Wallis de Vries.
Tardio is met name bekend om het schrijven van jeugdthrillers gebaseerd op de (recente) actualiteit. Zo werd haar eerste jeugdthriller Moordvrienden geïnspireerd door de verschillende school shootings in Amerika, maar ook de schietpartij in Alphen aan de Rijn. Bij haar jeugdthriller Onzichtbaar werd Tardio geïnspireerd door de Facebookmoord.
Buiten het schrijven van Young Adult fictie schreef Tardio meerdere non-fictie boeken en werkt ze als literair journalist en redacteur.
Natasza is getrouwd en heeft twee kinderen.

## Prijzen en nominaties
- 2009: Nominatie Brandende Pen - Beste Nederlandse kortverhaal voor Noodzaak
- 2009: Nominatie ParaVisie Award - 'Beste Boek Binnenland' voor Mijn zesde zintuig
- 2012: Nominatie Crimezone - Beste Young Adult Thriller voor Moordvrienden
- 2014: Nominatie - Jonge Jury Prijs 2014 voor Moordvrienden
- 2014: Nominatie - Crimezone Beste Young Adult Thriller voor Onzichtbaar
- 2014: Winnaar - Jonge Jury Debuutprijs 2014 voor Moordvrienden
- 2015: Nominatie - Hebban Beste Young Adult Boek 2015 voor Meedogenloos
- 2016: Leestip - Jonge Jury Prijs 2016 voor Meedogenloos
- 2018: Nominatie - Jonge Jury Prijs 2018 voor Afgesloten